# وات ویمنز
وات ویمنز (انگلیسی: Wout Wijsmans؛ زادهٔ ۱۷ ژوئیهٔ ۱۹۷۷) والیبالیست بلژیکی تابع ایتالیا ؛ عضو سابق تیم ملی بلژیک و بازیکن فعلی باشگاه فنرباغچه است.
وات در مجموع ۴۷۴ بازی ملی در کارنامه خود دارد. او با لوبه بانکا به قهرمانی لیگ قهرمانان اروپا در سال ۲۰۰۱ دست یافت.